# 구의중학교
구의중학교(九宜中學校)는 대한민국 서울특별시 광진구 화양동에 있는 공립 중학교이다.

## 학교 연혁
- 1984년 1월 9일 : 구의중학교 설립 인가
- 1984년 3월 1일 : 초대 이태섭 교장 취임
- 1984년 3월 5일 : 제1회 입학식 (남 9학급, 여 4학급)
- 1984년 4월 30일 : 개교식
- 1987년 2월 14일 : 제1회 졸업식(867명)
- 2016년 12월 22일 : 날빛관(체육관, 학생식당) 준공
- 2018년 2월 9일 : 제32회 졸업식(175명 남 136명, 여 39명) 누계 13,875명
- 2021년 9월 1일 : 제13대 양영주 교장 취임
- 2023년 1월 5일 : 제37회 졸업식(151명 남 95명, 여 56명)
- 2023년 3월 2일 : 제40회 입학식 6학급(154명 남 113명, 여 41명)

## 참고 자료
- 구의중학교 - 한국교육학술정보원 학교알리미